# 九龍巴士260C線
九龍巴士260C線是由九巴營運的一條香港巴士路線，來往屯門（三聖邨）及葵芳站，只於平日繁忙時間提供服務。

## 歷史
- 1992年3月16日：本線投入服務，只在平日早上繁忙時間單向開往葵芳地鐵站，行車路線與已取消的60號線大致相同。
- 2004年3月22日：本線增設回程服務[3]。
- 2011年9月5日：本線由友愛（南）巴士總站延長至三聖公共運輸交匯處，來回程繼續途經友愛（南）巴士總站[4]。
- 2013年9月28日：取消星期六服務。
- 2015年6月27日：增設到站時間預報。[5]
- 2025年3月3日：由葵芳站開出之班次減至三班，開出時間為18:15、18:35及19:05。
- 2025年8月18日：因應友愛（南）巴士總站封閉，往葵芳站方向於海榮路後，改經海皇路、海珠路返回原有路線，增停「屯門（海榮路）總站」、「屯門泳池」及「豐景園」站；往三聖方向於海珠路後，改經海皇路、海榮路返回原有路線，增停「豐景園」、「屯門泳池」及「屯門中央廣場」站，而不停「翠寧花園」站。[6][7]

## 服務時間及班次
- 星期一至五：
  - 屯門（三聖邨）開：06:55、07:10、07:25、07:40、07:55、08:10、08:25
  - 葵芳站開：18:15、18:35、19:05
- 星期六、日及公眾假期不設服務

## 收費
全程：$11.0
- 荃景圍天橋往葵芳站：$5.8
- 眾安街往屯門（三聖邨）：$10.4
- 安定邨往屯門（三聖邨）：$5.1

| - 本線設有12歲以下小童及65歲或以上長者半價優惠。 - 65歲或以上香港居民使用「樂悠咭」，以及12歲以下合資格殘疾兒童使用「殘疾人士身份」個人八達通繳付車資，均可享有每程$2.0或半價（以較低者為準）的票價優惠；12至64歲合資格殘疾人士使用「殘疾人士身份」個人八達通（包括「樂悠咭」），以及60至64歲香港居民使用「樂悠咭」繳付車資，均可享有每程$2.0或全費（以較低者為準）的票價優惠。 - 65歲或以上長者如使用長者或一般個人八達通繳付車資，則只可享有半價優惠；12至64歲合資格殘疾人士如不使用「殘疾人士身份」個人八達通，以及60至64歲人士如不使用「樂悠咭」繳付車資，必須繳付全費。 - 乘客可以現金或八達通於上車時付款，不設找續。 - 每位成人乘客可免費攜帶最多兩名4歲以下而不佔座位的兒童乘客乘車，超額之4歲以下小童必須繳付小童車費乘車。 - 持有「九巴月票」之乘客在車票有效期內，每日可享最多10程任何九龍巴士及龍運巴士路線（包括本路線，以及聯營路線的九龍巴士／龍運巴士提供的班次；惟乘搭機場「A」及「NA」線則可享原價二七折優惠（不會計算每天10次合資格車程））；而B1線則每日可享最多各2程（不會計算每天10次合資格車程）。 - 九龍巴士、城巴、龍運巴士及陽光巴士全職員工及家屬（不包括外判職員）可免費乘搭本路線，惟必須拍職員或職員家屬八達通。 - 乘客亦可透過多元化電子支付系統（e度嘟）繳付車資，包括使用非接觸式VISA卡、JCB卡、萬事達卡、銀聯卡、美國運通、大來國際、Discover Card、Apple Pay、Google Pay、Samsung Pay、AlipayHK「易乘碼」、支付寶、WeChatHK／微信支付「搭車碼」、銀聯雲閃付「乘車碼」及BOC Pay「乘車碼」。乘客使用此付款方式，使用此支付方式的乘客可享有中途下車之分段收費，以及與其他九巴／龍運獨營路線或聯營線九巴／龍運班次之轉乘優惠，惟不適用於與非九巴／龍運路線之轉乘優惠，亦不能享有「公共交通費用補貼計劃」及「長者及合資格殘疾人士公共交通票價優惠計劃」。 |

### 八達通轉乘優惠
乘客登上本線後150分鐘內以同一張八達通卡轉乘以下路線，或從以下路線登車後150分鐘內以同一張八達通卡轉乘本線，次程可獲$4.2車資折扣優惠：
260C←→荃灣／葵青區路線
- 260C往葵芳 → 31往石籬、32M往象山、36往梨木樹、235往安蔭或238M往海濱花園
- 31往荃灣西站、32M往葵芳站、36往荃灣西站、235往荃灣或238M往荃灣站 → 260C往三聖邨

260C←→城門隧道路線
- 260C往葵芳 → 43X/P、48X、49X、73X或278X/P往沙田／大埔／北區
- 43X/P、48X、49X、73X或278X/P往荃灣／青衣 → 260C往三聖邨

## 行車路線
屯門（三聖邨）開經：三聖街、青山公路－青山灣段、海榮路、海皇路、海珠路、屯門鄉事會路、海珠路、友愛（南）巴士總站、海珠路、屯門鄉事會路、屯興路、屯門公路、青山公路（荃灣段、葵涌段）、昌榮路迴旋處、葵涌道、葵富路、葵仁路及葵義路。
葵芳站開經：葵義路、葵富路、葵涌道、青山公路（葵涌段、荃灣段）、屯門公路、屯興路、屯門鄉事會路、海珠路、海皇路、海榮路、青山公路－青山灣段及三聖街。

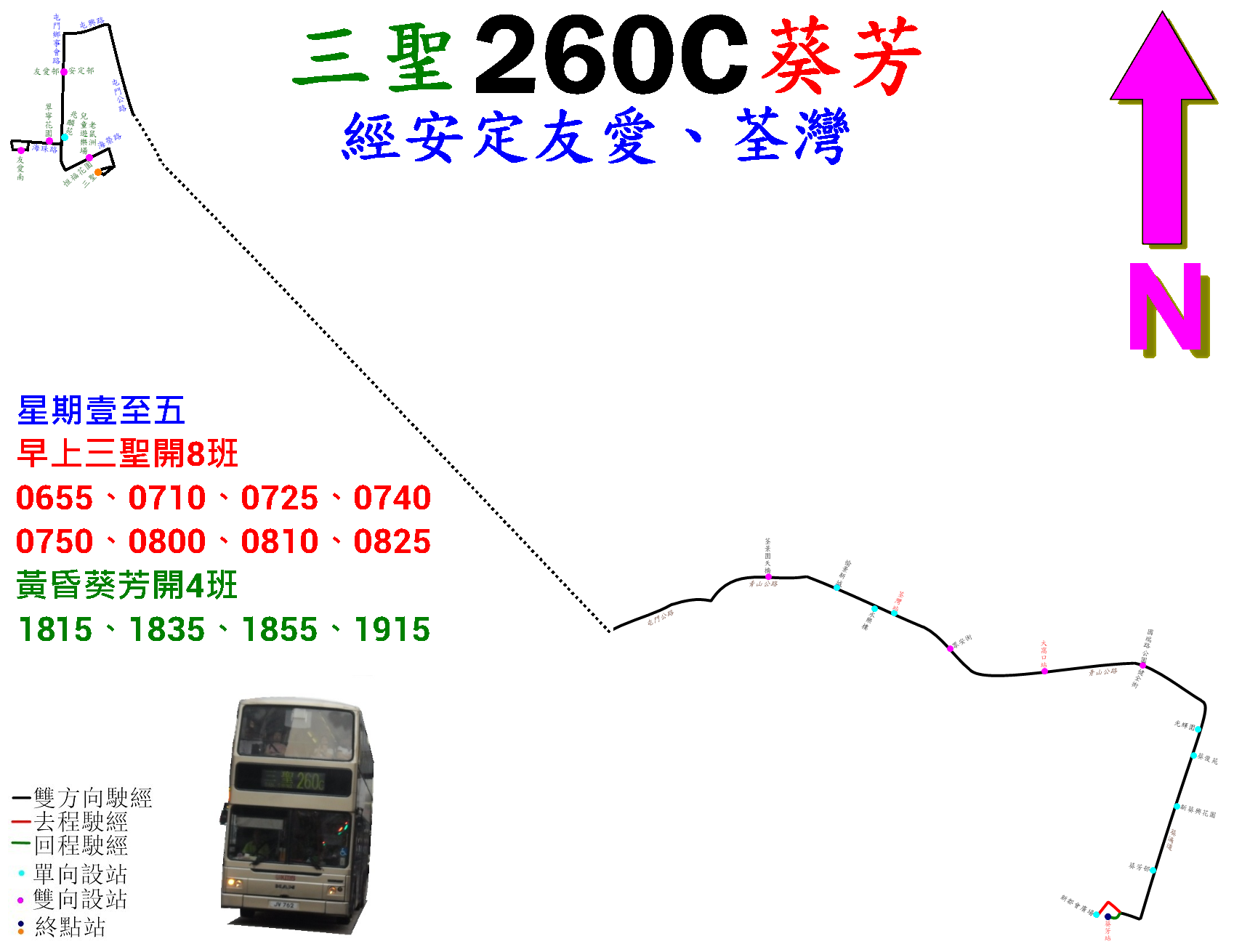
此線的走線圖

具體停站請參考資訊框

## 外部連結
九巴
- 九龍巴士260C線 （页面存档备份，存于）

其他
- 九龍巴士260C線—i-busnet.com （页面存档备份，存于）
- 九龍巴士260C線—681巴士總站 （页面存档备份，存于）